# Saison 2014-2015 du Bayer Leverkusen
Chronologie
Saison précédente Saison suivante
La saison 2014-2015 est une saison du club allemand du Bayer Leverkusen qui évolue depuis 1979 en Bundesliga, la première division allemande de football.

## Effectif professionnel
Le tableau suivant liste l'effectif professionnel du Bayer Leverkusen pour la saison 2014-2015.